# Bandemer (Adelsgeschlecht)

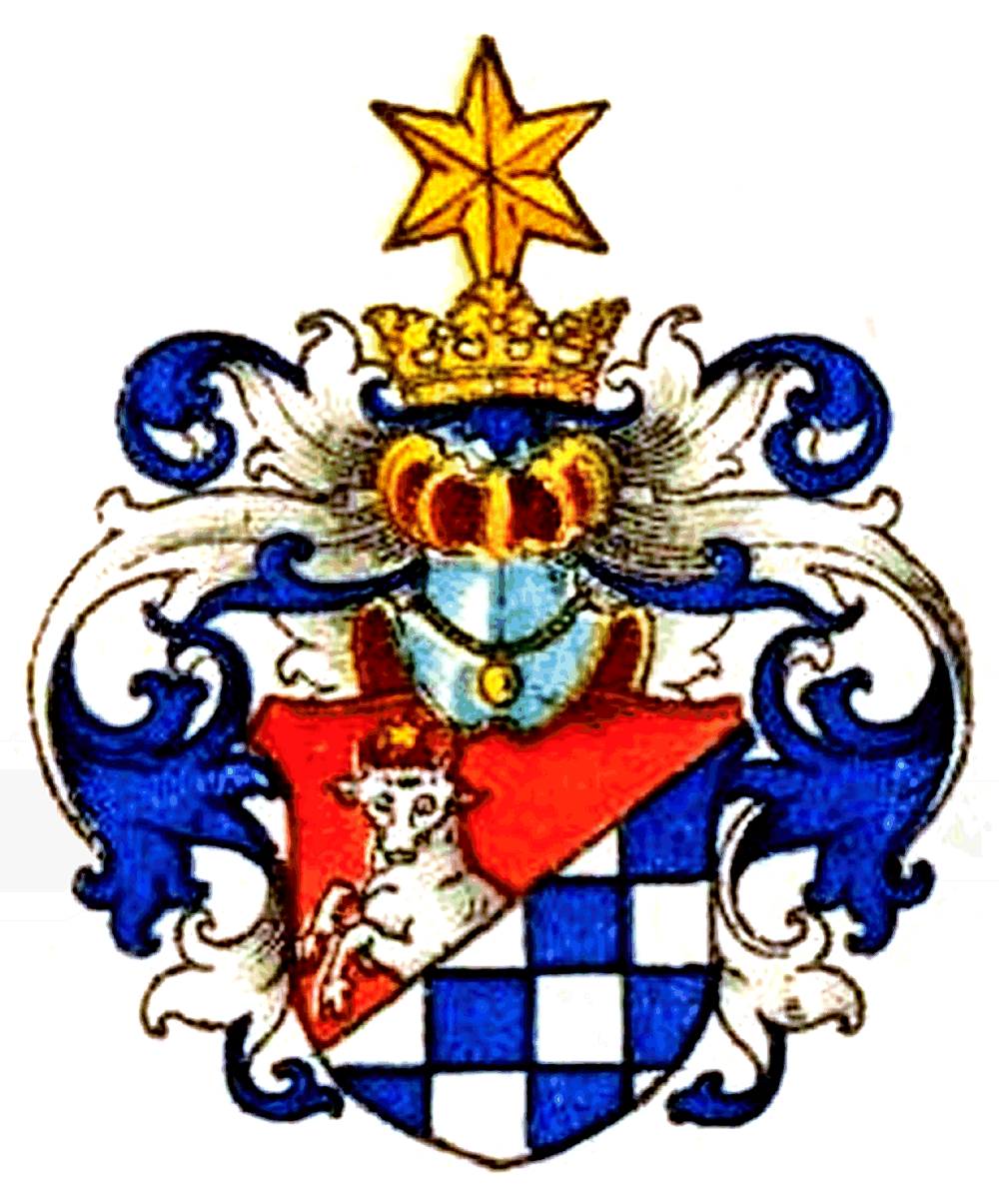
Wappen derer von Bandemer

Bandemer ist der Name eines alten pommerschen Adelsgeschlechts. Die Familie, deren Zweige zum Teil bis heute bestehen, gehört zum Uradel in Hinterpommern.

## Geschichte

### Herkunft
Als erster Angehöriger des Geschlechts erscheint Bendzmirus (Bandemer) de Kodzelow in einer Urkunde, die Dietrich von Altenburg ausgestellt hat. Dietrich war von 1335 bis 1341 Hochmeister des Deutschen Ordens. 1403 erscheint ein Bandemer von Gammin als Zeuge urkundlich.
Die ununterbrochene Stammreihe beginnt mit Czier, der ab 1460 in Urkunden genannt wird. Nach Johannes Micraelius war die Familie „ein alt Geschlecht stettinischen Ortes“.

### Ausbreitung und Persönlichkeiten
Schon früh bildeten sich die beiden Linien zu Schönenwalde und zu Rotten und Selesen. Zahlreiche Angehörige der Familie standen in kurbrandenburgischen bzw. königlich preußischen Diensten.  Im Jahr 1694 stiftete Werner von Bandemer, Erbherr mehrerer Gutsbetriebe bei Stolp in Hinterpommern, testamentarisch das Bandemersche Familien-Stipendium. Um 1700 war Dietrich von Bandemer Kammerherr und Stallmeister sämtlicher Stutereien in Pommern. Sein Sohn Joachim Christian von Bandemer wurde Generaladjutant von Generalfeldmarschall Dubislav Gneomar von Natzmer, später kämpfte er in den Schlesischen Kriegen mit Auszeichnung in den Schlachten bei Soor und Groß-Jägersdorf und wurde 1757 königlich preußischer Generalmajor. Er starb am 28. September 1764. Aus seiner Ehe mit Katharine Charlotte Gräfin von Schlippenbach stammen zwei Söhne und drei Töchter. Hans Wilhelm von Bandemer war Generalmajor und Kommandant des Forts Preußen bei Neisse und später von Glatz. Ein weiterer Bandemer war Regierungsrat zu Frankfurt an der Oder und Ritter des Johanniterordens.
Die Schriftstellerin Susanne von Bandemer (* 1757), geborene von Franklin, heiratete 1766 einen Major von Bandemer. Die Ehe wurde geschieden, ebenso ihre zweite Ehe mit Kurt Graf von Bohlen. Später nahm sie den Namen ihres ersten Mannes wieder an. Sie starb 1828 in Koblenz. Wilhelm von Bandemer (* 1861; † 1914) war Mitglied des Preußischen Herrenhauses und Ehrenritter des Johanniterordens.
Die Bandemer breiteten sich ebenfalls, anfangs unter dem Namen Bandemir sowie mit leicht modifiziertem Wappen auftretend, nach Kurland aus. Ernst von Bondemir (* ca. 1570) war Kammerherr und Rittmeister, sowie Erbherr auf Neermis. Er war verheiratet mit Dorothea von Klingsporn (* ca. 1575). Sein Sohn trug den Namen Georg Johann von Bandemer (* ca. 1605) und war mit Gertrud von Nettelhorst (* ca. 1610) verheiratet. Kurz nach Ende des Dreißigjährigen Kriegs erlosch die kurländische Linie jedoch. Ein unmittelbarer Zusammenhang mit der pommerschen Familie war bisher nicht herzustellen, gilt aber als zweifelsfrei. Der Ausgang dieses Hauses wurde auch literarisch aufgearbeitet.

### Besitzungen
Der größte Teil des Grundbesitzes der Familie lag in Pommern, so gehörten unter anderem Silkow, Selesen, Reitz, Kükow, Schönwalde, Demminke, Cubnhoff, Wittebeck, Lankwitz und Wusselken und Rotten, sowie Weitenhagen im ehemaligen Landkreis Stolp dazu. Vorübergehend hatten Familienmitglieder Besitz auch in Soltnitz im Kreis Neustettin.
Mitte des 19. Jahrhunderts waren die Bandemer zu Beckel, Wendisch Buckow, Gambin, Weitenhagen, Kukow, Kunhof, Labehn, Selesen und Sorchow besitzlich. In der Mark Brandenburg gehörte ihnen zeitweise Groß- und Kleinbeeren, des Weiteren Diedersdorf mit Schloss Diedersdorf auf dem Teltow und stellten dort im größten brandenburgischen Landkreis unter anderem mit Bogislav von Bandemer einflussreiche Persönlichkeiten.
Bis Mitte des 20. Jahrhunderts, mit seinen enormen Veränderungen, konnten die wichtigsten Begüterungen, in Pommern, wie u. a. Gambin, über die Generationen hinweg gehalten werden. Gut Kuhnhof ging schon zuvor verloren.

## Wappen

### Familienwappen
Das Wappen ist schräg geteilt. Oben in Silber ein wachsender natürlicher Stier zwischen dessen Hörnern ein goldener Stern schwebt, unten von Blau und Silber geschacht. Auf dem Helm mit blau-silbernen Decken der Stier mit Stern.

### Wappengeschichte
Abdrücke von Petschaften zeigen den Stier (Büffel) auch von einem Pfeil schräglinks durchstoßen, mit der Spitze am Leib nach rechts unten. Bei Siebmacher ist der Wappenschild quer geteilt, eine Teilung, die Siegelabdrücke ebenfalls mehrfach zeigen. Demnach wächst der Stier aus der unteren geschachten Schildhälfte linkssehend auf. Auf dem Helm der Stier der oberen Schildhälfte. Bei Eilhard Lubinus, Karte von Pommern (1618), ist der Schild schrägrechts geteilt, das untere Feld ledig, oben ein aufwachsender, linkssehender, gekrönter Stier, dessen vorwärts gekehrter Kopf auf dem Helm steht.
In Johannes Micraelius Sechs Bücher vom alten Pommernland. Band 6, Seite 463 (1640). Seit der Hochzeit mit Frau von Klingsporn wird der Büffelochse mit einem Stern (Spornrad) auf dem Kopf (wie er auch im Klingspornwappen zu sehen ist) mit einem Jägerspieß, aus einer blauen und weißen Schachtafel springend, beschrieben. Auf dem Helm der Büffelochse. Christian Friedrich August von Meding erwähnt in seinen Nachrichten von adeligen Wappen. Band III, Seite 23–24 (1791) eine Stammbuchwappenzeichnung mit der Umschrift Adrianus Bandemer, Pomeranus, Friburgi Brisgoiae, 14. Jan. 1585: im silbernen Feld kommt hinter bzw. über einem grünen dreihügeligen Berg ein roter Büffelochse halb hervor. Derselbe ist golden gekrönt, hat rote Hörner, schlägt die Zunge aus, und durch die Brust geht ein eisenfarbiger Jagdspieß an einem goldenen Stiele so hindurch, dass die Spitze durch den Rücken wieder herauskommt. Auf dem Helm steht ein sechsspitziger, goldener Stern, und die Helmdecken sind Rot und Silbern.
Nach Ernst Heinrich Kneschke Die Wappen der deutschen freiherrlichen und adeligen Familien. Band 1, Seite 23–24 (1855) zeigt der Schild aus einem schräglinken Schach von Blau und Silber in vier Reihen, die oberste acht Felder, in den folgenden nach der Form des Schildes abnehmend, einen hervorwachsenden, rechtssehenden Büffelochsen von natürlicher Farbe, zwischen dessen Hörnern ein sechsstrahliger, goldener Stern schwebt, und der mit einem goldenen, mit eiserner Spitze versehenen Jagdspieß so von unter durchbohrt ist, dass die Spitze oberhalb des Halses nach links zu sehen ist. Auf dem Schild steht ein gekrönter Helm, der einen sechsstrahligen, goldenen Stern trägt.

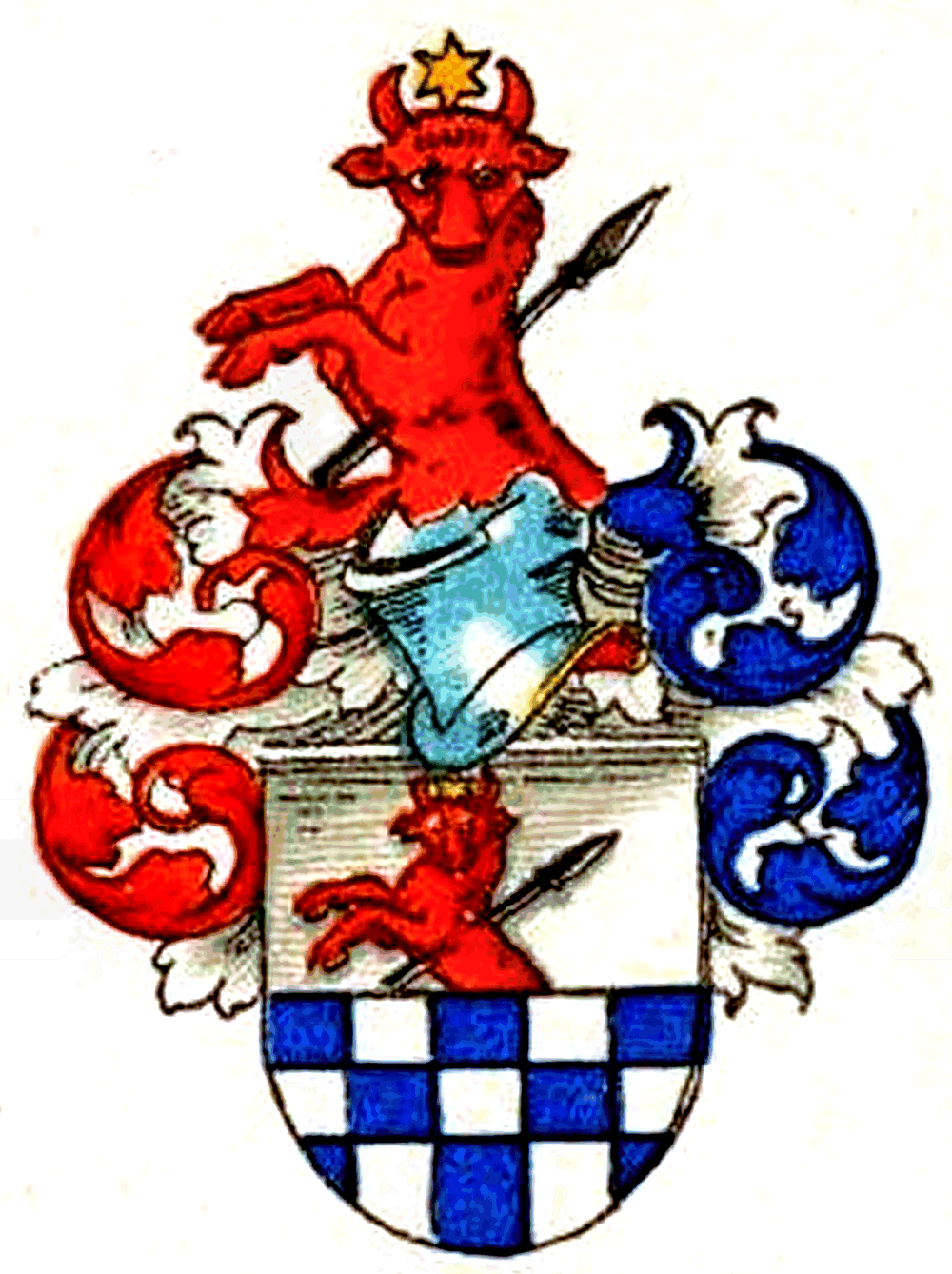
Variante des Wappens der Bandemer
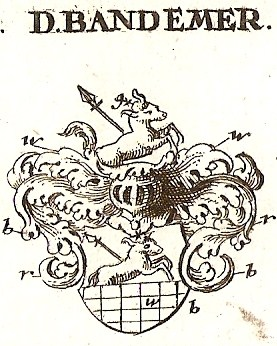
Bandemer-Wappen aus Weigels Wappenbuch (1734)
Bandemer Wappen, polnische Version

## Familienmitglieder
- Friedrich Asmus von Bandemer (* 1685; † 1770), preußischer Oberst und Chef eines Husarenregiments
- Joachim Christian von Bandemer (* 1702; † 1764), preußischer Generalmajor und Chef des Leibkarabinerregiments
- Peter Heinrich Erdmann von Bandemer († 1757), preußischer Major und Kommandeur eines Grenadierbataillons
- Christian Friedrich von Bandemer (* 1717; † 1782), preußischer Generalmajor und Chef eines Infanterieregiments
- Hans Wilhelm von Bandemer (* 1725; † 1788), preußischer Generalmajor und Kommandant der Festung Glatz
- Valentin Ludwig von Bandemer (* 1726; † nach 1787),  preußischer Oberst und Kommandeur eines Grenadierbataillons
- Ernst Friedrich von Bandemer (* 1744; † 1817), preußischer Generalmajor
- Susanne von Bandemer (* 1751; † 1828), Schriftstellerin
- Ernst Friedrich Wilhelm von Bandemer (* 1768; † 1848), preußischer Landrat des Kreises Teltow
- Werner von Bandemer (* 1817; † 1895), Gutsbesitzer und Mitglied des Preußischen Herrenhauses
- Rudolf von Bandemer (* 1829; † 1906), Gutsbesitzer und Mitglied des Preußischen Abgeordnetenhauses
- Wilhelm von Bandemer (* 1861; † 1914), Gutsbesitzer und Mitglied des Preußischen Herrenhauses